# Glaser
Glaser je priimek v Sloveniji, ki ga je po podatkih Statističnega urada Republike Slovenije na dan 1. januarja 2010 uporabljalo 93 oseb in je med vsemi priimki po pogostosti uporabe uvrščen na 4.654. mesto.

## Znani slovenski nosilci priimka
- Edvard Glaser (1922—2007), zdravnik transfuziolog, publicist
- Karol Glaser (1845—1913), jezikoslovec, literarni zgodovinar in prevajalec
- Marjana Glaser Kraševac, zdravnica hematologinja, prof. MF UM
- Marko Glaser (1806—1889), duhovnik, pesnik, prevajalec, nabožni pisec
- Roman Glaser (*1947), veterinar, menedžer (gospodarstvenik)
- Stanislav (Staša) Glaser (*1928), slovensko-hrvaško-nemški violinist in strojnik, strokovnjak za hladilne stolpe
- Vladimir Glaser (1894—1975), slovensko-hrvaški pravnik in narodnoprosvetni delavec
- Vladimir Jurko Glaser (1924—1984), hrvaški kvantni fizik slov. porekla (CERN Ženeva)

## Znani tuji nosilci priimka
- Sam Glaser (*1962), ameriški glasbenik
- Donald Arthur Glaser (1926—2013), ameriški fizik in nevrobiolog
- Franjo Glaser (1913—2003), hrvaški nogometaš, vratar
- Franz Glaser (*1950), avstrijski arheolog in zgodovinar, Einspielerjev nagrajenec 2021
- Milton Glaser (1929—2020), ameriški grafični oblikovalec in ilustrator